# سایوز ام‌اس-۱۶
سایوز-ام‌اس-۱۶، (به روسی: Союз، آوانگاری: به معنای اتحاد) یک مأموریت سرنشین‌دار سازمان ملی فضانوردی روسیه به سمت ایستگاه فضایی بین‌المللی محسوب می‌شود.

همچنین فضاپیمای این مأموریت وظیفه ارسال و بازگرداندن تعدادی از فضانوردان گروه اعزامی ۶۲ و گروه اعزامی ۶۳ را نیز بر عهده داشت.

این مأموریت نخستین پرواز فضاپیمای سایوز با موشک‌های جدید سایوز-۲ می‌باشد. همچنین به دلیل دنیاگیری کروناویروس مراسم سنتی بدرقه فضانوردان انجام نشد و مردم از طریق رسانه‌ها پرتاب را تماشا کردند.

## خدمه مأموریت
| نام               | ملیت                | شمار پرواز | نقش عملیاتی | تصویر |
| آناتولی ایوانیشین | روسیه               | ۳          | فرمانده     |       |
| ایوان واگنر       | روسیه               | ۱          | مهندس پرواز |       |
| کریستوفر کاسیدی   | ایالات متحده آمریکا | ۳          | مهندس پرواز |       |

## نگارخانه

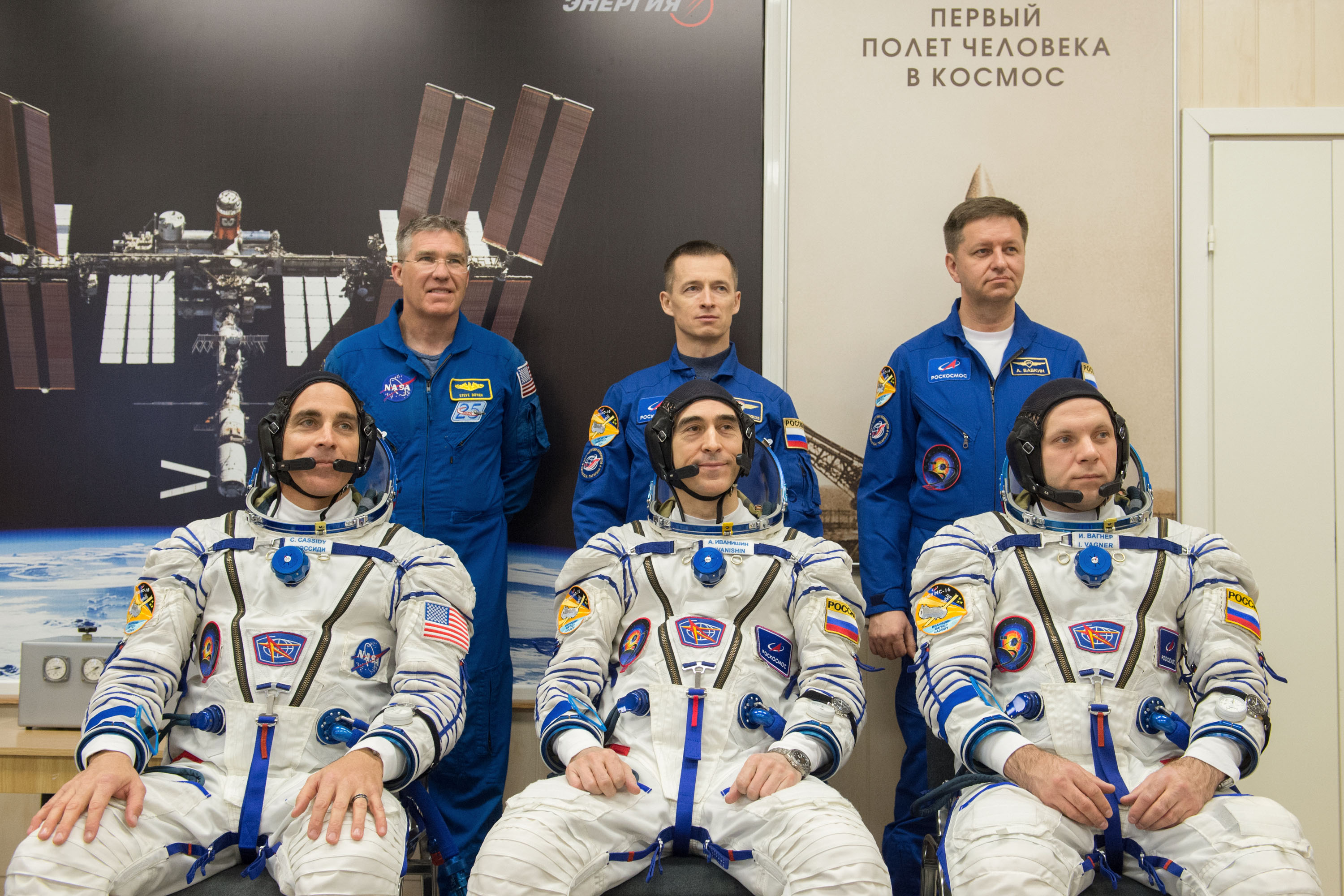
فضانوردان اصلی و پشتیبان ام‌اس-۱۶
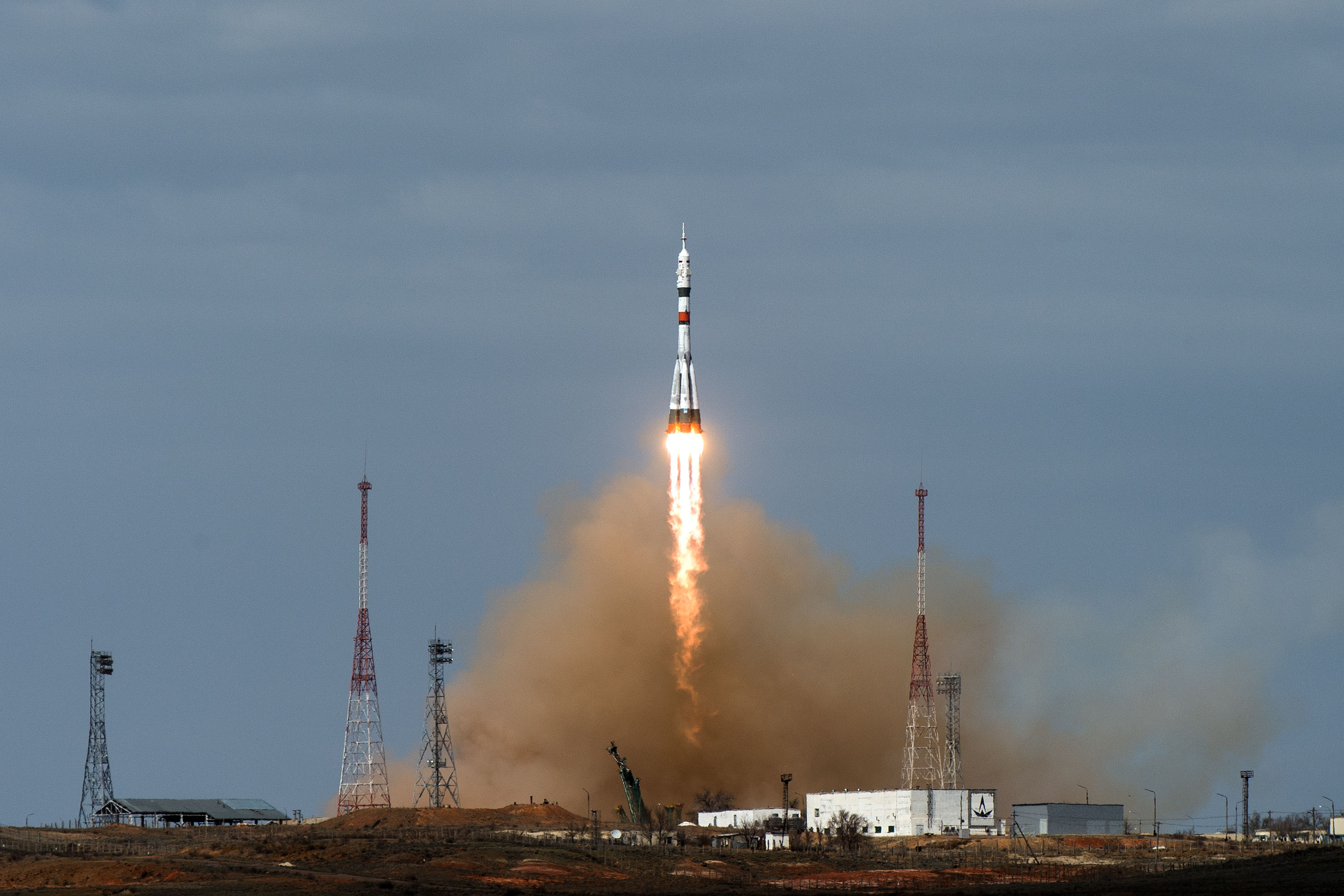
پرتاب ام‌اس-۱۶
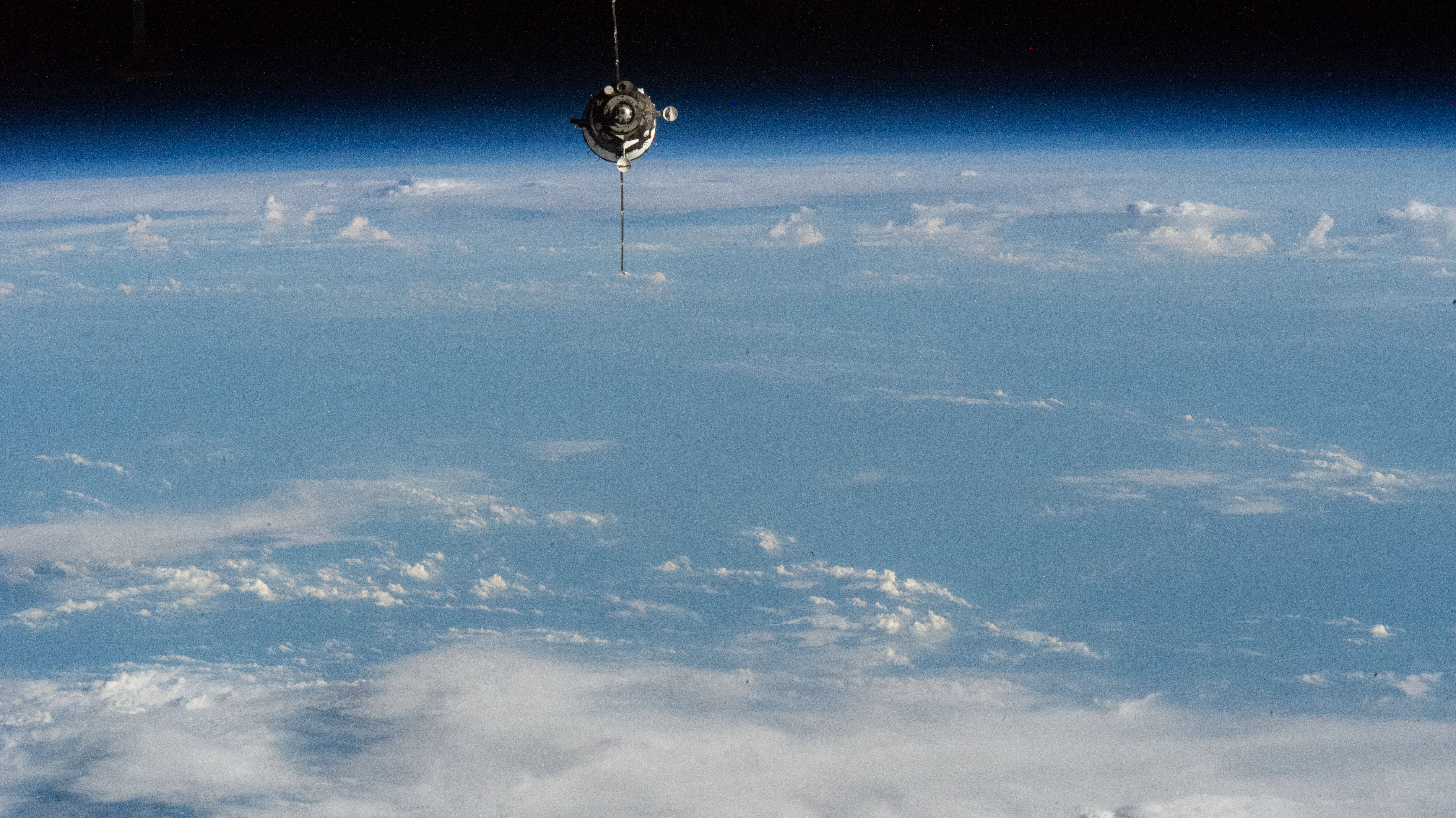
ام‌اس-۱۶ به ایستگاه نزدیک می‌شود
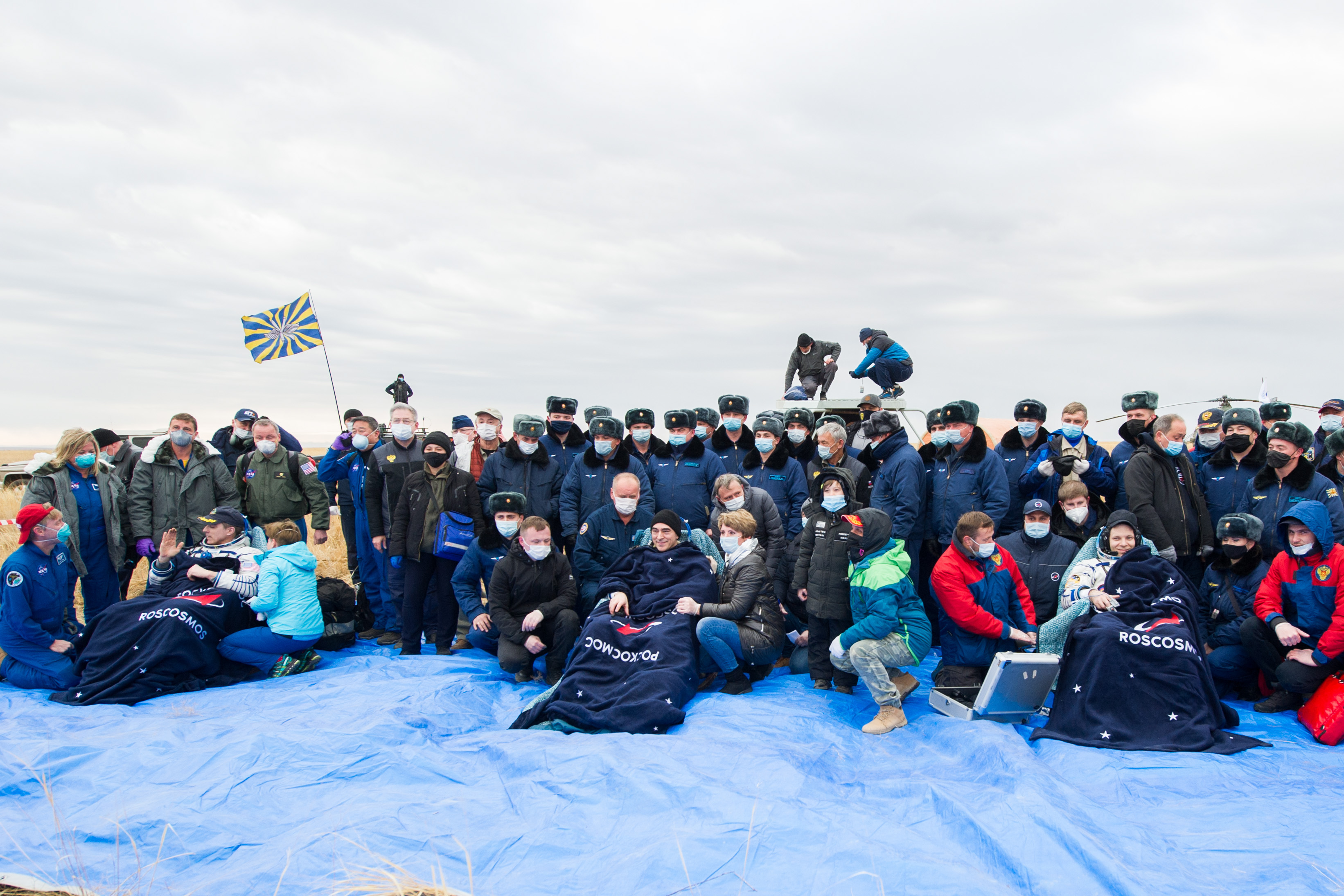
فرود ام‌اس ۱۶ و گروه اعزامی ۶۳